# Jean-Christophe Wagenseil
Jean-Christophe Wagenseil (né à Nuremberg le 26 novembre 1633 et mort le 9 octobre 1705) est un orientaliste hébraïsant.

## Biographie
Juriconsulte de confession protestante, professeur de droit et d'hébreu à l'Académie d'Alstorf, il s'est intéressé aux fondements littéraires traditionnels du judaïsme, en particulier au Talmud, dont il a publié en 1682 un recueil d'extraits du Sotah traduit en latin.
Partisan de la conversion des Juifs au christianisme, il dénonçait en même temps ce qu'il croyait être insultant dans le judaïsme pour les chrétiens, et les mesures prises par les chrétiens pour la conversion des Juifs. En 1681, dans ses Tela ignea Satanæ, il publia une version de l'écrit juif antichrétien Toledot Yeshou.
Il est aussi l'auteur de la Commentatio de Sacri Romani Imperii libera civitate Norimbergæ, une vaste histoire de Nuremberg dont la seconde partie (p. 576) est une histoire des Minnesänger qui furent particulièrement brillants dans cette ville. C'est dans ce texte, intitulé De l'Art sublime et divin des Maîtres-chanteurs que Richard Wagner a puisé l'essentiel des connaissances qu'il utilisa pour écrire sa comédie lyrique. Cette histoire est une source précieuse d'information sur cette institution.
Il s'est aussi intéressé à de nombreux autres sujets, comme l'histoire des Bohémiens.

## Œuvres
- Sotah,
- Commentatio de Sacri Romani Imperii libera civitate Norimbergae, Altorf, 1697